# Drowned World/Substitute for Love
"Drowned World/Substitute for Love" é uma canção da cantora estadunidense Madonna, contida em seu sétimo álbum de estúdio, Ray of Light (1998). Foi escrita por Rod McKuen, Anita Kerr, David Collins e William Orbit e pela própria intérprete, que também produziu a faixa ao lado de Orbit. McKuen e Kerr receberam créditos devido ao uso de uma amostra de uma de suas canções, "Why I Follow the Tigers". "Drowned World/Substitute for Love" é uma faixa de música pop com elementos de música ambiente, que liricamente descreve a transformação espiritual de Madonna ao buscar um amor autêntico ao invés de alianças superficiais.
"Drowned World/Substitute for Love" foi lançada como o terceiro single do álbum em 24 de agosto de 1998 em todo o mundo, exceto nos Estados Unidos. Foi bem recebida por críticos de música, que apreciaram sua produção. Comercialmente, apesar de ter conquistado sucesso moderado na maioria dos países da Europa, o single tornou-se o sétimo single número um de Madonna na Espanha, enquanto figurou entre os dez primeiros lugares na Islândia e no Reino Unido. O lado B do single, "Sky Fits Heaven", alcançou o número 41 na tabela de musical Dance Club Songs.
Um videoclipe foi lançado para a música, com Madonna fugindo dos paparazzi até chegar em casa. O vídeo enfrentou forte reação da mídia devido às sequências de perseguição pelos paparazzi, um cenário semelhante ao que levou à morte de Diana, Princesa de Gales, em 1997. A música foi incluída no repertório fixo de duas turnês de Madonna, sendo a Drowned World Tour (2001) e a Confessions Tour (2006). Ela também apresentou a faixa em um concerto em Londres como parte de sua Rebel Heart Tour (2015-16), em memória de Collins, bem como no concerto Madonna: Tears of a Clown em Melbourne em 2016.

## Antecedentes e lançamento
| |  |  |
| Rod McKuen e Anita Kerr receberam créditos na faixa devido ao uso de uma amostra de sua música, "Why I Follow the Tigers". |  |  |

Desde 1996, Madonna passou por uma série de "experiências que mudaram sua vida". Ela deu à luz sua filha Lourdes, se interessou pelo misticismo oriental e a Cabala, e interpretou a protagonista do filme Evita, adaptação do musical de mesmo nome. Um ano depois, após a promoção da trilha sonora de Evita, ela começou a trabalhar em seu sétimo álbum de estúdio Ray of Light. Madonna escreveu canções com William Orbit, Patrick Leonard, Rick Nowels e Babyface, mas as canções com o último mencionado não foram usadas na lista final de faixas. O disco refletiu as mudanças de perspectiva da cantora sobre a vida. A escritora Carol Benson notou que este era "um álbum dançante profundamente espiritual", essencialmente baseado na carreira e jornada de Madonna e nas muitas identidades que ela adotou ao longo dos anos. A maternidade suavizou a artista emocionalmente, o que acabou sendo refletido nas canções. A artista começou a falar sobre ideias e a usar palavras que tratavam de pensamentos profundos e pessoais, ao invés de elaborar sons para pistas de dança como antes. Ela revelou para a revista Q: "Isso tudo foi muito catalisador para mim. Me fez sair em busca de respostas para perguntas que nunca tinha feito para mim mesma antes".
"Drowned World/Substitute for Love", a primeira música do álbum, foi escrita e produzida por Madonna e Orbit, com escrita adicional por Rod McKuen, Anita Kerr e David Collins. O empresário da cantora, Guy Oseary, telefonou e pediu a Orbit para colaborar no álbum, que enviou uma fita de áudio digital (DAT) de 13 faixas para Madonna, que incluía uma versão demo da faixa. Segundo Madonna, ela era fã do trabalho de Orbit há muito tempo e ficou satisfeita com o conteúdo da demo. A música inclui uma amostra da música "Why I Follow the Tigers", do grupo San Sebastian Strings, criado por Kerr e McKuen. A amostra vocal era de um homem pronunciando as palavras "você vê", mais tarde confirmado por ele como sendo do ator Jesse Pearson. McKuen e Kerr receberam créditos de co-autoria em "Drowned World/Substitute for Love" devido à inclusão da amostra, e também porque tematicamente a faixa segue uma trama que aconteceu em "Why I Follow the Tigers". Madonna era uma grande admiradora do trabalho como designer de interiores de Collins e o contratou para projetar a boate de um amigo localizada em Miami. Mais tarde, ele acabou como um dos escritores da música.
Considerada a faixa mais importante do álbum por Madonna, "Drowned World/Substitute for Love" foi lançada como o terceiro single do Ray of Light em 24 de agosto de 1998 em todo o mundo, exceto nos Estados Unidos. Nesse mercado, o segundo single extraído do álbum, "Ray of Light", foi lançado com um atraso de um mês, então a gravadora de Madonna decidiu lançar "Drowned World/Substitute for Love" fora da América do Norte, fechando assim o intervalo de um mês entre o próximo single "The Power of Good-Bye" (1998). A música ganhou um remix de músicos como Brian "BT" Transeau e Sasha, e de acordo com Billboard foi uma das faixas mais esperadas para serem remixadas.

## Composição
"Drowned World/Substitute for Love" foi gravada, juntamente com o restante do álbum, no Larrabee Studios North em North Hollywood, Califórnia. Foi masterizada por Ted Jensen no Sterling Studios em Nova Iorque. "Drowned World/Substitute for Love" é uma música pop com elementos de música ambiente, que leva o título do romance de ficção científica pós-apocalíptico do autor J.G. Ballard, The Drowned World (1962). A versão final progrediu significativamente da versão demo enviada para Madonna, o que Orbit descreveu como "serendipidade". No entanto, eles mantiveram a aspereza inicial, resistindo a fazer muitos ajustes. O produtor adicionou efeitos aleatórios de eco e pulsação, e os preenchimentos de bateria foram criados a partir de pequenos fragmentos de música. Madonna e Orbit haviam conduzido uma sessão de bateria em Los Angeles, mas ao vez disso, Orbit convocou Fergus Gerrand para tocar amostras de bateria em Londres. Orbit as transferiu para sua estação de trabalho e as cortou manualmente, em vez de usar um software de edição automática como o ReCycle.
A música começa toques de música ambiente e som estéreo oscilando, continuando por 40 segundos. A música é intercalada com elementos trip hop e de sons psicodélicos, tanto em primeiro quanto em segundo plano. Após a amostra de McKuen pronunciar as palavras "você vê", Madonna pronuncia a primeira parte da letra: "Troquei a fama por amor / Sem pensar duas vezes", e por volta do minuto 1:30, a bateria começa com o primeiro refrão. A composição se desenvolve lentamente, com um som de guitarra semelhante a Jimi Hendrix complementando a música. Um violão entra em destaque a partir da marca de 2:49 minutos, e sons distantes de piano podem ser ouvidos. Arpejos consistindo de guitarra elétrica são adicionados à mixagem e, finalmente, os sons da bateria se tornam pesados. Orbit adiciona guitarras e aumenta o volume com os sons eletrônicos se tornando turbulentos. O canto de Madonna ganha força e intensidade, cantando: "Nenhum amante de uma noite só, nenhuma terra distante / nenhum fogo que eu possa acender", quando de repente diminui, progressivamente desaparecendo.
Ao longo da música, seus vocais exibem uma figura pensativa, com a melodia sendo gentilmente apresentada ao ouvinte. Bryan Lark, do The Michigan Daily, descreveu a forma de cantar de Madonna e a composição da música como "comoventes". De acordo com as partituras publicadas no Musicnotes.com, a faixa é estabelecida na assinatura do tempo comum com uma clave de Si maior. Tem um ritmo lento de 72 batidas por minuto, com os vocais de Madonna variando das notas de Fá3 a Lá4. A faixa começa com uma progressão básica de acordes F5–G5–E5–A5–G♯5, que muda para A5–G♯5–B–C♯m7 durante o restante dos versos e A–E9–B♭ no coro.
Liricamente, "Drowned World/Substitute for Love", mostra Madonna assumindo a responsabilidade por sua vida, fama e adulação, enquanto avalia sua carreira e jornada. É um resumo de sua experiência de fama, exemplificada por frases como: "Eu recebi exatamente o que pedi [...] Correndo, correndo de volta para mais [...] E agora percebo que eu mudei de ideia". Rikky Rooksby, autor de The Complete Guide to the Music of Madonna, observou que a faixa terminava com a frase "Esta é minha religião", indicando os pensamentos e temas espirituais presentes em Ray of Light. Segundo Lucy O'Brien, autora de Madonna: Like a Icon, as letras evocam o desejo de Madonna pela fama e como isso acabou com suas relações pessoais, "definindo o tom do álbum". Em uma entrevista para a revista Q, Madonna explicou:
"Eu percebo, e venho percebendo isso há anos, que a aprovação – a ousadia de ser venerada e ser popular e amada por pessoas de maneiras universais – não é absolutamente nenhuma substituta para ser realmente amada. Mas se você precisar de uma substituta, é a melhor que existe".

## Análise da crítica

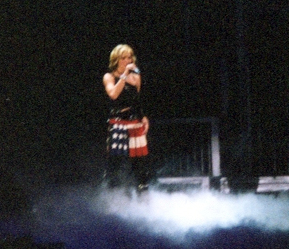
Madonna abrindo a Drowned World Tour com a performance de "Drowned World/Substitute for Love".

Lucy O'Brien, em seu livro Like an Icon, elogiou o uso de sons eletrônicos e bipes na faixa, bem como a "clareza de sino" nos vocais de Madonna, resultado do treinamento que ela recebeu para a trilha sonora de Evita. Kenneth Bielen, autor de The Lyrics of Civility declarou que a canção era um "pedaço da autobiografia de Madonna", elogiando a letra por prever o que a vida da cantora poderia se tornar. Allen Metz escreveu no livro The Madonna Companion que a letra não dava uma impressão de "jogo de palavras sofisticado", mas era louvável por dizer a verdade sobre a vida e a carreira de Madonna. Stephen Thomas Erlewine, do AllMusic, rotulou a música como um "redemoinho" e "abertura meditativa". David Browne, do Entertainment Weekly, descreveu a faixa, juntamente com "Frozen" do álbum, como "de tirar o fôlego", elogiando suas batidas. Sal Cinquemani, da Slant Magazine, considerou a faixa mais "emocionalmente sincera" que Madonna já fez desde Like a Prayer (1989).
Outros críticos elogiaram a natureza diferente da música e sua produção. Analisando o álbum para o The Michigan Daily, Lark disse que a canção cria "uma catarse pop brilhante e extática que quase eclipsa todos os erros que ela já cometeu, incluindo as contorções virginais, os dentes de ouro e pegar carona nua em seu passado sórdido", a última parte referente às artimanhas de Madonna durante seu quinto álbum de estúdio, Erotica (1992). Rob Sheffield, da Rolling Stone, a considerou a "abertura perfeita" para Ray of Light e suas várias faixas cheias de contradição. Observando os diferentes elementos musicais, incluindo loops de bateria, cordas, e bipes de computador, Sheffield comparou-os à experiência de uma pessoa fazer compras e desempacotar as sacolas depois. O revisor terminou dizendo que a faixa terminou "barulhenta, brega e ridícula", mas ainda exalava emoção na música. Em uma resenha do álbum de compilação de Madonna, GHV2 (2001), Charlotte Robinson, da PopMatters, elogiou o trabalho de produção de Orbit na faixa junto com as outras composições de Ray of Light. Ela acrescentou que as músicas são "um testemunho de sua capacidade de usar aparelhos e magia eletrônica não para alienar os ouvintes, mas para atraí-los".
Em sua resenha para a revista Q, Stuart Maconie escreveu que a canção "emerge languidamente de um nevoeiro de amostras enigmáticas e do barulho discreto que é o forte de Orbit ... os sinos de oração tocam e preenchem a tensão superficial da música em um aceno para o drum 'n' bass". Em 2003, foi feita uma votação para eleger os 20 melhores singles de Madonna em uma enquete promovida pela Q, e "Drowned World/Substitute for Love" foi colocada no número 17. Em uma revisão retrospectiva de Ray of Light, Stephen Sears, do Idolator, descreveu a faixa como "o primeiro capítulo de um grande romance", estabelecendo o tom para o restante do disco. Em 2016, a Rolling Stone colocou a faixa no número 20 em sua lista das 50 melhores canções de Madonna, descrevendo-a como "uma balada que explora epifanias sobre fama e família". Enquanto listava os singles de Madonna em homenagem ao seu 60º aniversário, Jude Rogers, do The Guardian, colocou a música no número 12, chamando-a de "majestosa, reflexiva e cantada em estilo subjugado por Madonna [...] esta meditação sobre a fama com uma referência balardiana em seu título sobe silenciosamente e maravilhosamente".

## Videoclipe

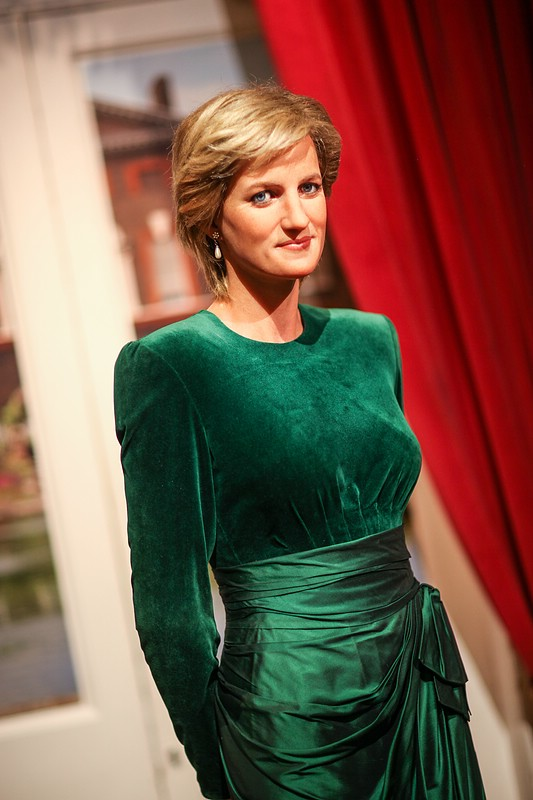
No videoclipe da canção, aparece Madonna sendo perseguida por paparazzi, uma cena que lembra os incidentes que levaram à morte de Diana, Princesa de Gales (foto).

O videoclipe acompanhante para "Drowned World/Substitute for Love" foi dirigido por Walter Stern e filmado nos dias 26 e 27 de junho de 1998 no Claridge's Hotel e Piccadilly Circus, em Londres, em 26 e 27 de junho de 1998. Inclui participações especiais da atriz Anita Pallenberg e do cantor Steve Strange. Os figurinos ficaram a cargo da estilista Arianne Phillips, que já havia trabalhado com a artista nos vídeos anteriores do álbum, "Frozen" e "Ray of Light". Teve sua estreia oficial na Europa em 24 de agosto. Inicialmente, a Billboard informou que o vídeo estaria disponível nos Estados Unidos depois que o vídeo de "The Power of Good-Bye" fosse lançado, mas isto não aconteceu; finalmente, foi incluído na compilação de vídeos The Video Collection 93:99, lançada em novembro de 1999.
O clipe mostra Madonna, vestida de preto, sendo perseguida por paparazzis. Ela está constantemente correndo, até mesmo de outras celebridades em um bar de hotel. Exceto pelo de Madonna, o rosto de todos está distorcido. Em outra sequência do clipe, Madonna passa por uma empregada de hotel sorrindo para ela. A cantora retorna o sorriso, mas a empregada dispara o flash de sua câmera para fotografá-la. Madonna foge novamente, encontrando refúgio em sua própria casa. Ela fecha a porta e suspira de alívio, e então abraça com força uma menina que é mostrada por trás, cantando que "mudou de ideia" sobre ser uma celebridade.
O vídeo gerou polêmica devido às cenas que mostravam Madonna sendo perseguida pelos paparazzi em motocicletas, um cenário semelhante aos incidentes que levaram à morte de Diana, Princesa de Gales, em agosto de 1997. Foi até relatado que o clipe começava com a cantora observando o funeral da Princesa de Gales, embora esses relatos tenham se revelado falsos. A publicista de Madonna, Liz Rosenberg, disse que o clipe não tinha nada a ver com a morte de Diana e, sim, com "o relacionamento de Madonna com a fama [...] Existem paparazzi no vídeo. Mas não é como se Madonna não tivesse tido experiência com eles. É um dia na vida real de Madonna". O colunista do Daily Mirror, Matthew Wright, disse que "as semelhanças [com a morte de Diana] são inegáveis", e as achou nojentas.
Em 2013, uma pesquisa da Logo TV sobre "Os 55 melhores videoclipes de Madonna" listou o clipe no número 11, descrevendo-o como "tanto quanto os confortos feios das celebridades e seus efeitos colaterais que distorcem a realidade. Este clipe subestimado é uma das declarações mais pessoais de Madonna, e seus vocais são absolutamente arrepiantes". O mangá como rostos distorcidos das celebridades no clipe foi listado por Revista Dazed como um dos "cinco momentos favoritos dos mangás em vídeos pop".

## Apresentações ao vivo

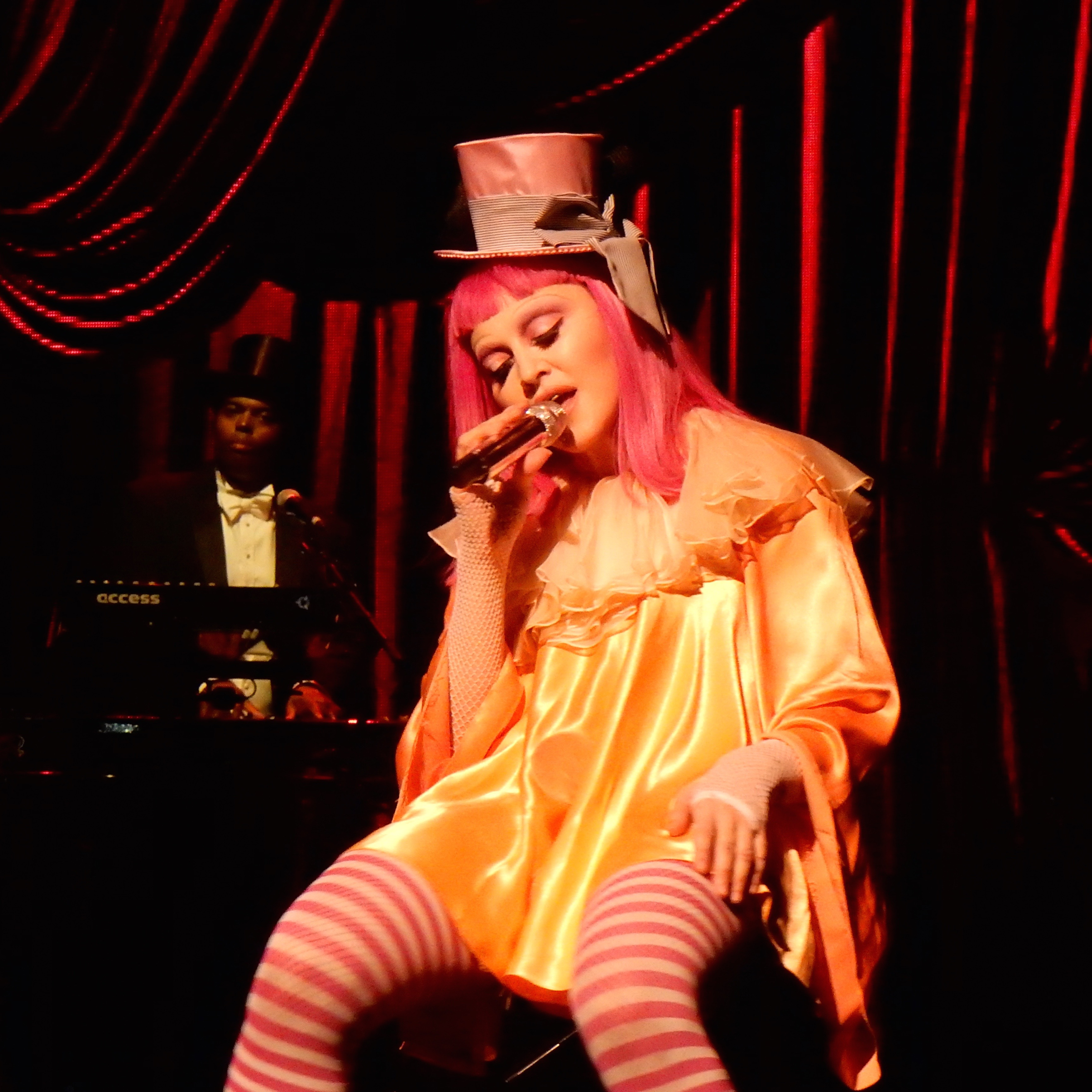
Madonna apresentando a canção durante o concerto Tears of a Clown em Melbourne, Austrália em março de 2016.

Em 23 de novembro de 1998, Madonna apareceu no programa El Séptimo de Caballeria, da emissora espanhola RTVE, e executou "Drowned World/Substitute for Love", junto com sua outra canção "The Power of Good-Bye". Três anos depois, Madonna nomeou sua turnê Drowned World Tour de 2001 com o nome da música e a apresentou como o número de abertura. Ela entrava no palco em meio a ondas de gelo seco, vestida com uma blusa preta sem mangas, uma blusa com uma manga de rede amarrada na cintura, jeans com zíperes e tiras de bondage, uma coleira de cachorro cravejada e um kilt de tartan e interpretava a música em uma plataforma no meio do palco. Também nessa mesma turnê, as últimas letras da música ("Agora, acho que mudei de ideia / Esta é minha religião") foram usadas no final da apresentação de "Ray of Light". A apresentação Palácio de Auburn Hills em Auburn Hills, Michigan em 26 de agosto de 2001, foi lançada no álbum de vídeo ao vivo, Drowned World Tour 2001. Michael Hubbard, do MusicOMH, deu uma crítica positiva à performance, dizendo que a faixa foi cantada lindamente. Joshua Clover, da Spin, descreveu a chegada de Madonna durante a performance como "[a cantora] levando a guerra de estilos ao palco".
Durante a Confessions Tour de 2006, Madonna se sentava no meio do palco e tocava uma versão acústica da música. A ela se juntou Yitzhak Sinwani, do London Kabbalah Centre, que também esteve presente anteriormente no show para a apresentação da música "Isaac". Ao escrever para a Pitchfork, Stephen Deusner elogiou o canto de Madonna, dizendo que "ela tem uma gama mais profunda e mais animada que funciona melhor em baladas como 'Drowned World'". A música não foi incluída no especial da NBC, The Confessions Tour: Live from London, que foi ao ar em 22 de novembro de 2006, mas esteve presente no lançamento completo do DVD. A faixa foi executada na apresentação em Londres da Rebel Heart Tour em 2 de dezembro de 2015, na The O2 Arena. No ano seguinte, foi incluída no setlist de sua Madonna: Tears of a Clown, na Austrália. O show começou com Madonna aparecendo no palco, com uma fantasia de palhaço, que consistia em um vestido ondulado, hastes rosa e amarela, andando de triciclo e circulando em volta dele.

## Lista de faixas
| - Vinil britânico 1. "Drowned World/Substitute for Love" (BT & Sasha's Ashram remix) – 9:28 2. "Sky Fits Heaven" (Sasha remix) – 7:21 3. "Sky Fits Heaven" (Edição Victor Calderone remix) – 5:50 - CD single europeu 1. "Drowned World/Substitute for Love" (Versão do álbum) – 5:09 2. "Sky Fits Heaven" (Edição Sasha remix) – 4:08 | - CD single britânico e japonês 1. "Drowned World/Substitute for Love" (Versão do álbum) – 5:09 2. "Drowned World/Substitute for Love" (BT & Sasha's Ashram remix) – 9:28 3. "Sky Fits Heaven" (Edição Sasha remix) – 4:08 - CD single 2 britânico 1. "Drowned World/Substitute for Love" (Versão do álbum) – 5:09 2. "Sky Fits Heaven" (Sasha remix) – 7:21 3. "Sky Fits Heaven" (Edição Victor Calderone remix) – 5:50 |

## Créditos e equipe
- Madonna – vocal principal, compositor, produtor
- William Orbit – compositor, produtor
- Rod McKuen – compositor, vocal de fundo
- Anita Kerr – vocal de fundo
- David Collins – compositor
- Steve Sidelnyk – programação de bateria
- Mark Endert – engenheiro
- Jon Ingoldsby – engenheiro
- Patrick McCarthy – engenheiro
- Dave Reitzas – engenheiro
- Matt Silva – engenheiro
- Ted Jensen – masterização
- Rankin – fotógrafo
- Kevin Reagan –  direção de arte

Créditos adaptados das notas da capa do álbum Ray of Light.

## Desempenho nas tabelas musicais
Na Europa continental, "Drowned World/Substitute for Love" teve um tímido sucesso comercial. Na Áustria, a música atingiu o número 34, permanecendo na parada por apenas uma semana. A faixa entrou na tabela oficial de singles espanhola no número 10 na data de emissão em 29 de agosto de 1998. Na semana seguinte, saltou para o número um, onde permaneceu por uma semana. Foi o terceiro single do Ray of Light a chegar ao topo da parada — e o sétimo single de Madonna no geral — depois de "Frozen" e "Ray of Light". Na França, ela estreou no número 88 e subiu gradualmente na parada, chegando finalmente ao número 42 e permanecendo na tabela por 17 semanas. Nos Países Baixos, a faixa estreou no número 63 e subiu para o número 43 por uma semana. Na Suécia, a música estreou no número 41, mas caiu para o número 57 na semana seguinte. Na Suíça, alcançou sua posição de pico de número 31 em sua segunda semana, permanecendo nas paradas por cinco semanas no total. "Drowned World/Substitute for Love" estreou e alcançou o número 10 no Reino Unido em 5 de setembro de 1998. Desceu rapidamente de posição, estando presente por um total de nove semanas entre as 100 primeiras. A música vendeu um total de 90,651 cópias no país até agosto de 2008, de acordo com a Official Charts Company.
Na Oceania, mais precisamente na Austrália, o single estreou no número 74, subindo ao seu pico de número 16 na semana seguinte, antes de descer na tabela. Na Nova Zelândia, a música estreou no número 30, até atingir o pico do número 21 e depois descer. Como a música não foi lançada nos Estados Unidos, ela não entrou na Billboard Hot 100 nem em nenhuma outra lista da revista. No entanto, o lado B do single, "Sky Fits Heaven", conseguiu alcançar o número 41 na Dance Club Songs, auxiliado por seus remixes.
| Tabela musical (1998)               | Melhor posição |
| ----------------------------------- | -------------- |
| Alemanha (Offizielle Top 100)       | 39             |
| Austrália (ARIA Charts)             | 16             |
| Áustria (Ö3 Austria Top 40)         | 34             |
| Bélgica (Ultratop de Flandres)      | 8              |
| Canadá (Digital Songs)              | 16             |
| Escócia (OCC)                       | 9              |
| Espanha (PROMUSICAE)                | 1              |
| Europa (European Hot 100 Singles)   | 22             |
| França (SNEP)                       | 42             |
| Islândia (Íslenski Listinn Topp 40) | 2              |
| Itália (FIMI)                       | 9              |
| Nova Zelândia (Recorded Music NZ)   | 9              |
| Países Baixos (Dutch Top 40)        | 34             |
| Países Baixos (Single Top 100)      | 43             |
| Reino Unido (UK Singles Chart)      | 10             |
| Suécia (Sverigetopplistan)          | 41             |
| Suíça (Schweizer Hitparade)         | 31             |